# 唯一 (5urprise)
唯一（韓語：유일，1990年1月11日—），本名朴商一（박상일)，韓國男演員，是所屬經紀公司Fantagio推出的演員團體5urprise的成員之一。其妻子是韓國知名女演員周旻荷，目前已经生有一子。

## 影視作品
| 年份   | 類別   | 劇名                    | 角色         | 性質 |
| 2013年 | 網路劇 | 放學後福不福            | 唯一         |      |
| 2013年 | SBS    | Wonderful Mama          | 客串         |      |
| 2014年 | 網路劇 | 學校福不福2             | 唯一         |      |
| 2015年 |        | Drama HYou Will Love Me | 韓健雄       |      |
| 2015年 | 音樂劇 | Ro Gi Soo               | 北韓俘虜少年 |      |
| 2018年 | OCN    | 那個男人 吳秀           | 朴敏浩       |      |

## 外部連結
- 唯一的Instagram帳戶
- 5urprise的新浪微博（简体中文）
- Fantagio官方網站（页面存档备份，存于）

1. ↑  . 韩娱最前线. 2022-06-29  [2023-01-14]. （原始内容存档于2023-01-14） （中文（中国大陆））.